# Corniotte
Une corniotte est une viennoiserie, spécialité de la Bresse louhannaise. Elle consiste en général en un fond de pâte brisée recouverte de pâte à choux souvent additionnée de crème pâtissière.
Traditionnellement, les corniottes étaient réalisées et vendues par les religieuses de l'Hôtel Dieu le jour de l'Ascension au profit de l'hospice.

Il existe également à Dijon et à Beaune une variante remplie de fromage blanc,.